# Edson Passos
Edison Junqueira Passos (Carangola, 19 de novembro de 1893 — Rio de Janeiro, 10 de junho de 1954) foi um engenheiro e político brasileiro, tendo ocupado o cargo de deputado federal pelo Distrito Federal entre os anos de 1951 e 1954.

## Biografia
Edison Junqueira Passos nasceu em Santa Luzia do Carangola, no estado de Minas Gerais, em 19/11/1893. Mudou-se ainda muito novo para Itamuri, distrito de Muriaé, indo morar na Fazenda Monte Alegre com seus pais, Doutor Antônio Augusto Ribeiro Passos e de Dona Maria Junqueira Passos.
Fez seus estudos primários na cidade de Juiz de Fora e os secundários no Colégio Anchieta de Nova Friburgo e no Ginásio São Bento do Rio de Janeiro. Em 1911, concluiu os preparatórios no Externato Pedro II, ingressando, no ano seguinte, na Escola Politécnica do Rio de Janeiro. Em 1915, recebeu o grau de Engenheiro Geógrafo. Concluiu o curso de Engenharia Civil no ano de 1917. Estava dado, assim, o passo inicial e definitivo da carreira brilhante de Edison Junqueira Passos, que cedo ia se manifestar concretamente em realizações fecundas.
Em 1918, foi engenheiro do município de Uberaba, onde realizou levantamentos topográficos e executou obras diversas, tendo também procedido à remodelação da cidade. De 1919 a 1920, foi o primeiro engenheiro da Comissão Construtora do prolongamento da Estrada de Ferro Mossoró (trecho entre Rio Grande do Norte e Paraíba). Foi também engenheiro e chefe de linha da Estrada de Ferro Goiás, de 1922 a 1923 e Engenheiro da Inspetoria de Engenharia Sanitária em 1923.
De volta ao Rio de Janeiro, Edison ingressou no quadro de engenharia da prefeitura, subindo sempre de cargos, chegando a subdiretor de obras quando procedeu à reforma do Código de Obras. Ocupou ainda os altos cargos de diretor da limpeza pública e diretor do patrimônio e cadastro.
Coroando sua carreira no magistério, tornou-se, por concurso, professor universitário na cadeira de Materiais de Construção, Terrenos e Fundações da Faculdade Nacional de Arquitetura da Universidade do Brasil (hoje, Universidade Federal do Rio de Janeiro (UFRJ)).
Em 1937, foi investido no alto e honroso cargo de Secretário de Viação e Obras Públicas do então Distrito Federal, onde permaneceu por oito anos, sendo responsável pela grande reforma urbanística ocorrida naquela cidade, como a abertura da Avenida Presidente Vargas, Avenida Brasil, Avenida Tijuca (que hoje leva o seu nome), duplicação do Túnel do Leme, do Pasmado, etc. Tornou-se conhecido como o criador do Rio de Janeiro moderno. Nesta época, conseguiu, junto ao Governador de Minas Gerais, Benedito Valadares, verbas para a construção da sede da Associação Rural de Muriaé, onde funciona o atual Sindicato Rural.
Em 1943, foi eleito Presidente do Clube de Engenharia, cargo que exerceu por dez anos seguidos (três reeleições) até seu falecimento em 1954, conseguindo em sua gestão realizar o sonho da construção do edifício sede do clube, edifício este que se chama Edifício Edison Passos. Em 1944, tornou-se diretor do Banco Fluminense da Produção.
Foi eleito Deputado Federal pelo Partido Trabalhista Brasileiro de 1951 a 1954, sendo o segundo mais bem votado, refletindo o grande apreço e confiança de seus colegas, amigos e sinceros admiradores de seu trabalho incessante e o reconhecimento da população do Rio de Janeiro pelas melhorias que trouxe à cidade nos trabalhos de reurbanização. No congresso, foi o Presidente da Comissão de Transportes, tendo criado o Plano Rodoviário Nacional. Teve papel fundamental na mudança do traçado da Rio-Bahia, que originalmente não iria passar por Muriaé. A mudança de trajeto trouxe definitivamente o progresso para a cidade.
Representou o Brasil em várias convenções nos Estados Unidos e na América do Sul, nas quais a sua palavra autorizada sempre constituiu motivo de engrandecimento da engenharia brasileira. Publicou cinco livros técnicos na área de Engenharia.
Foi casado com Justiniana Fleury Passos, tendo o casal dois filhos: Antônio Augusto Ribeiro Passos e Maria Nilza Fleury Passos. O nome de Edison Junqueira Passos acha-se espalhado em todos os cantos da cidade do Rio de Janeiro onde encontramos, além do Edifício Edison Passos, a Avenida Edison Passos (que atravessa a Floresta da Tijuca) e a Estação Ferroviária de Édson Passos, no bairro homônimo do município de Mesquita, na Baixada Fluminense. No distrito onde passou sua infância, existe uma rua com seu nome, criada pela Lei nº 704 de 1976 e modificada pela Lei nº 1.507 de 1990 que dá o nome de Avenida Engenheiro Edison Passos a uma das principais artérias de Itamuri.